# Rodnaja krov'
Rodnaja krov' (Родная кровь) è un film del 1963 diretto da Michail Ivanovič Eršov.